# 鎮西八郎為朝 (アニメ)
『鎮西八郎為朝』（ちんぜいはちろうためとも）は、Production I.G制作による日本のWebアニメ。YouTubeで公開されており、2020年12月10日にはショートムービーが、2021年12月2日から2023年4月1日にはアニメ本編が配信された。源為朝（鎮西八郎）を主人公とした作品で、為朝に縁のある佐賀県上峰町のプロモーションアニメとなっている。アニメ本編のナレーションは松雪泰子。
ショートムービーは為朝の人生をダイジェストでまとめており、「京都アニものづくりAWARD」地方創生部門にて銅賞を受賞した。再生回数は300万を超えており、視聴者からも本編制作の要望が多かったことから本編が制作されることになった。本編は1話約5分、全13話。

## 制作
上峰町のプロモーションは2018年ごろから博報堂が担当しており、同社の永山徹が、町が為朝にゆかりがあることが住人に知れ渡っていないと感じたことから企画がスタートした。アニメ製作といえばアニプレックスを思いついた永山は、2019年夏、グループ会社ソニー・ミュージックエンタテインメントにいる中村美保己に連絡を取った。アニプレックスは、アニメを作るのは時間的に難しいが、ミュージックビデオのようなものならば可能だと答え、2020年のショートムービーが制作された。
一般に地方創生を目的としたアニメは少ない予算で制作されがちだが、本作は先行投資としてあらかじめプロモーションの予算を確保しており、これがネットでも評価される高クオリティに繋がっている。また、監督である矢萩利幸が全話の絵コンテ、演出、作画を担当しており、丁寧な絵作りを行っている。
作品で描かれる舞台については、上峰町役場の職員が1人で撮影したものが使用されている。

## 登場人物
声はアニメ本編の声優。
鎮西八郎 / 源為朝（ちんぜい はちろう / みなもとの ためとも）
声 - 武内駿輔
源為義の八男で、弓の名手。元々は京で暮らしていたが追放となり、上峰へ移り住む。
春
声 - 古賀葵
為朝が上峰で出会い結婚した女性。
三町つぶての紀平次
声 - 井上剛
為朝の家来。
源為義
声 - 川西幸一
為朝の父。
源義朝
声 - 小野大輔
為朝の兄。
藤原頼長
声 - 置鮎龍太郎
藤原忠通
声 - 飛田展男

## スタッフ
|                                                       | ショートムービー                                             | 本編                                                         |
| ----------------------------------------------------- | ------------------------------------------------------------ | ------------------------------------------------------------ |
| 監督・キャラクターデザイン ・絵コンテ・演出・作画監督 | 矢萩利幸                                                     | 矢萩利幸                                                     |
| シリーズ構成・脚本                                    | 岸本卓                                                       | 岸本卓                                                       |
| 美術監督                                              | 竹田悠介                                                     | 竹田悠介                                                     |
| 美術監督                                              | 垣堺司（第一話）                                             |                                                              |
| 色彩設計                                              | 鈴木麻希子                                                   | 鈴木麻希子                                                   |
| 撮影監督                                              | 村井沙樹子（第一話まで）→小澤沙樹子（第二話 - 第四話）       | 村井沙樹子（第一話まで）→小澤沙樹子（第二話 - 第四話）       |
| 撮影監督                                              | 馬場恵（第五話 - ）                                          |                                                              |
| 編集                                                  | 村上義典                                                     | 村上義典                                                     |
| 音響監督                                              |                                                              | 長崎行男                                                     |
| 音響制作                                              |                                                              | グロービジョン                                               |
| 音楽                                                  |                                                              | 岩崎琢                                                       |
| 音楽制作・企画協力                                    | アニプレックス                                               | アニプレックス                                               |
| プロデューサー                                        | 永山徹、青木聡、中村美保己、井上貴允                         | 永山徹、青木聡、中村美保己、井上貴允                         |
| アニメーションプロデューサー                          | 番匠公一                                                     | 番匠公一                                                     |
| アニメーション制作                                    | Production I.G                                               | Production I.G                                               |
| 企画・製作                                            | 佐賀県上峰町、博報堂、ソニー・ミュージックエンタテインメント | 佐賀県上峰町、博報堂、ソニー・ミュージックエンタテインメント |

## テーマソング
「TIME-TO-MORE」
ユニコーンによるテーマソング。作詞はユニコーン、作曲はABEDONと奥田民生。

## 各話リスト
| 話数 | サブタイトル | 配信日        |
| --- | ------------ | ------------- |
| 第一話 | 嚆矢         | 2021年12月2日 |
| 保元元年、多数の家臣を率いて戦を仕掛けようとする工藤茂光に対し、源為朝は弓一つで次々に相手の船を沈める。為朝は、西国で暮らしていた頃のことを思い出す。 |              |               |
| 第二話 | 火種         | 2022年5月2日  |
| 時は戻り仁平2年、京では為朝の兄・義朝が、父・為義を説得しようとするも断られる。為朝はそのことを藤原頼長に報告した後、狐の妖怪を見つけて追いかけ、それに矢を放ってしまうが、実はそこは鳥羽法皇の邸宅であった。 |              |               |
| 第三話 | 下洛         | 6月2日        |
| 法皇への反逆の罪として、為義は家督を義朝に譲ることになり、為朝は九州・肥前国へ追放となった。 |              |               |
| 第四話 | 上峰         | 7月4日        |
| 肥前・上峰にある春という女性の家で、空腹で目を覚ました為朝は、握り飯を馳走になる。為朝はその礼として、家事や狩猟を手伝いながら暮らしていた。ある夜、巨大な怪物の気配を感じた為朝は矢を放つが、怪物には逃げられてしまい、地面に残った跡を見た春は気分が悪くなり、倒れてしまう。                                                                       |              |               |
| 第五話 | 山の神       | 8月1日        |
| 大蛇の神であるウワバミ様によって生贄に選ばれた春は、木箱に入れられ山へ運ばれる。しかしそれを助けにきた為朝は、春を無理やり家に帰し、自身が木箱の中に入って待機する。やがて夜になり、春を食べようと木箱に近づいたウワバミ様に、為朝は木箱の穴から矢を放ち、それが命中したウワバミ様は消え失せてしまう。無事に帰宅した為朝は、春の家で握り飯を頬張る。 |              |               |
| 第六話 | 春           | 9月5日        |
| 鳥羽法皇と藤原忠通は、忠通の弟である頼長の動向について会話をしている。場面は変わり、為朝と春は市で買い物をしているが、為朝は不機嫌な様子。春は、気分転換のため眺めのよい景色を見に行くが、為朝の表情は変わらない。春が問い詰めると、為朝は観念して春に結婚を申し込む。翌日、春が先日すれ違った地頭に攫われたと聞き、為朝は急いで家を出発する。       |              |               |
| 第七話 | 烈火         | 10月3日       |
| 地頭は、為朝のことを持ち出し、春に自分の側女になるように脅す。その瞬間、春を助けに来た為朝が弓で屋敷を破壊し、困った地頭は春を人質に取る。為朝は弓を捨てるが、相手の隙を突き刀で春を助ける。町の人間が助けに来たときには既に勝敗は決していた。その後、地頭に歯向かったことで迷惑を掛けないようにするため、為朝は春の家を去る。                       |              |               |
| 第八話 | 転機         | 11月4日       |
| 村を出ることにした為朝だったが、村の人物や春が一緒についてくることを望んだため、為朝は村を出ることをやめ、春に結婚を申し込む。為朝は鎮西八郎を名乗り、他人に迷惑をかける悪党を倒す。 |              |               |
| 第九話 | 慢心         | 12月2日       |
| 戦の最中、敵の多さに紀平次からは撤退を提言されるが、為朝は敵の大将を独力で打ち取り、調子を上げる。宴会の最中、天狗の老人に会い彼の能力を見たことで、為朝は自身の慢心に気づき、今後は他人の言葉に耳を傾けようと決意する。そんな中、為朝と春の間には息子が生まれる。                                                                                   |              |               |
| 第十話 | 手紙         | 2023年1月1日  |
| 為朝は家来とともに上峰に屋敷を建て、子供も産まれたため父と再び会いたいと話す。保元元年、鳥羽法皇が崩御した京都では戦の気配が強くなり、頼長は為義に参戦を頼み込む。為朝の元に為義からの手紙が届き、京の状況を知った為朝は春に別れを告げ、京都に戻ることにする。                                                                                       |              |               |
| 第十一話 | 夜襲         | 2月3日        |
| 京都に帰還した為朝は為義とともに頼長に加勢する。為朝は夜襲を提案するが、頼長はそれを拒否し、翌朝の戦闘開始を命ずる。しかし敵は夜のうちに来襲し、大将は為朝の兄・義朝であった。 |              |               |
| 第十二話 | 保元の乱     | 3月7日        |
| 為朝は義朝軍を撃退するも、清盛軍が裏門から侵入したためそれと戦い、為義が崇徳上皇を逃がす時間を稼ぐ。その最中、為朝は膝に矢を受け負傷するが、春を任せるため紀平次を上峰に帰し、為朝は戦を続ける。 |              |               |
| 第十三話 | 鎮西八郎為朝 | 4月1日        |
| 清盛軍により捕らえられた為朝は、弓を引けないように腕を折られ伊豆へ流罪となり、為義は義朝により斬首となる。紀平次は上峰に帰り、春は為朝に二度と会えないことを悟り、今までのことを思い出す。流罪となった後の伝承は複数あることが伝えられ、為朝と春の愛情にフォーカスし物語は幕を閉じる。                                                               |              |               |